# Demi Live! Warm Up Tour
Demi Live! Warm Up Tour bylo první turné americké zpěvačky Demi Lovato, které se konalo v létě roku 2008 předtím, než se připojila na turné k Jonas Brothers, které se jmenovalo Burnin' Up Tour. Někdy je nazývané jako "House of Blues Tour. " Na turné Demi podporovala své debutové album Don't Forget. Turné začalo 1. června 2008 a skončilo 31. července 2008. Turné se skládalo celkem ze 17 termínů.

## Vysílání a nahrávky
Její představení v "Gramercy Theater" v New Yorku bylo natočeno a vyšlo na Don't Forget jako speciální úvod.

## Seznam písní
1. "That's How You Know"
2. "The Middle"
3. "Daydream" (píseň od Avril Lavigne)
4. "Party"
5. "Don't Forget"
6. "This Is Me"
7. "Gonna Get Caught"
8. "Two Worlds Collide "
9. "La La Land"
10. "Until You're Mine"
11. "Get Back"

## Turné v datech
- 1. června 2008: Hershey – Hershey Park
- 8. června 2008: Atlanta – Six Flags Over Georgia
- 9. června 2008: Orlando – House of Blues
- 13. června 2008: New Orleans – House of Blues
- 15. června 2008: St. Louis – Six Flags St. Louis
- 17. června 2008: Cleveland – House of Blues
- 18. června 2008: Syracuse – Palace Theatre
- 19. června 2008: Upper Marlboro – Six Flags America
- 22. června 2008: Gurnee – Six Flags Great America
- 24. června 2008: Farmingdale – The Crazy Donkey
- 26. června 2008: Springfield – Six Flags New England
- 27. června 2008: Jackson – Six Flags Great Adventure
- 28. června 2008: New York City – Blender Theatre at Gramercy
- 29. června 2008: New York City – Blender Theatre at Gramercy
- 31. července 2008: Arlington – Six Flags Over Texas
- 31. srpna 2008: Little Rock – Alltel Arena
- 31. prosince 2008: San Juan – José Miguel Agrelot Coliseum